# Humalaste jõgi
Humalaste jõgi är ett vattendrag i Estland.   Det ligger i landskapet Pärnumaa, i den sydvästra delen av landet, 140 km söder om huvudstaden Tallinn.